# Thành phần vô sinh

Các nhân tố vô sinh là các thành phần không sống được tìm thấy trong một hệ sinh thái và có ảnh hưởng đến các sinh vật sống (nhân tố hữu sinh).

Trong sinh thái học, thành phần vô sinh hay nhân tố vô sinh là các nhân tố vật lý (nhiệt độ, ánh sáng,...), hóa học (khí, hoá chất,...) của môi trường mà không có sự sống. Nói các khác đây là sinh cảnh (biotope) của quần thể hoặc quần xã trong hệ sinh thái.
Các thành phần vô sinh và các hiện tượng liên quan đến chúng là nền tảng cho thành phần hữu sinh.
Thành phần vô sinh bao gồm các điều kiện môi trường ảnh hưởng đến các sinh vật sống về sự phát triển và sinh sản. Tài nguyên được phân biệt dưới dạng các chất hoặc vật thể trong môi trường theo yêu cầu của một sinh vật và bị tiêu thụ hoặc các sinh vật khác không sử dụng được.

Những môi trường khác nhau trên trái đất là các thành phần vô sinh, có nghĩa là chúng không phải là sinh vật sống

Suy thoái thành phần của một chất xảy ra bởi các quá trình hóa học hoặc vật lý, ví dụ như thủy phân. Tất cả các thành phần không có sự sống của một hệ sinh thái, như điều kiện khí quyển và tài nguyên nước, được gọi là các thành phần vô sinh.

## Ví dụ
Trong sinh học, các thành phần vô sinh có thể bao gồm nước, ánh sáng, bức xạ, nhiệt độ, độ ẩm, khí quyển và đất. Khí hậu vĩ mô thường ảnh hưởng đến từng yếu tố trên. Áp lực và sóng âm cũng có thể được xem xét trong bối cảnh môi trường biển hoặc dưới đất. Thành phần vô sinh trong môi trường đại dương cũng bao gồm không khí bề mặt, chất nền, độ trong của nước, năng lượng mặt trời và thủy triều. Xem xét sự khác biệt về cơ học của các loài thực vật C3, C4 và CAM trong việc điều chỉnh dòng khí carbon dioxide vào chu trình Calvin liên quan đến các tác nhân gây áp lực vô sinh của chúng. Các loài thực vật C3 không có cơ chế để kiểm soát sự hô hấp sáng, trong khi đó, các loài thực vật C4 và CAM sử dụng enzyme PEP Carboxylase riêng biệt để ngăn chặn sự hô hấp sáng, do đó làm tăng năng suất của các quá trình quang hợp trong một số môi trường năng lượng cao.
Nhiều vi khuẩn cổ đòi hỏi nhiệt độ rất cao, áp suất hoặc nồng độ bất thường của các chất hóa học như lưu huỳnh; điều này là do đặc tính hóa học của chúng vào điều kiện khắc nghiệt. Ngoài ra, nấm cũng đã tiến hóa để tồn tại ở nhiệt độ, độ ẩm và sự ổn định của môi trường của chúng.
Ví dụ, có một sự khác biệt đáng kể trong việc tiếp cận cả nước và độ ẩm giữa rừng mưa ôn đới và hoang mạc. Sự khác biệt về nguồn nước này gây ra sự đa dạng trong các sinh vật sống sót trong các khu vực này. Những khác biệt về thành phần vô sinh làm thay đổi cả hai loài bằng cách tạo ra ranh giới của loài nào có thể tồn tại trong môi trường, cũng như ảnh hưởng đến sự cạnh tranh giữa hai loài. Các thành phần vô sinh như độ mặn có thể mang lại lợi thế cạnh tranh cho loài này, tạo ra áp lực dẫn đến sự hình thành loài và thay đổi loài đến và từ các đối thủ cạnh tranh nói chung.